# Jak-6
Jak-6 (ros. Як-6) – radziecki samolot transportowy z czasów II wojny światowej.

## Historia

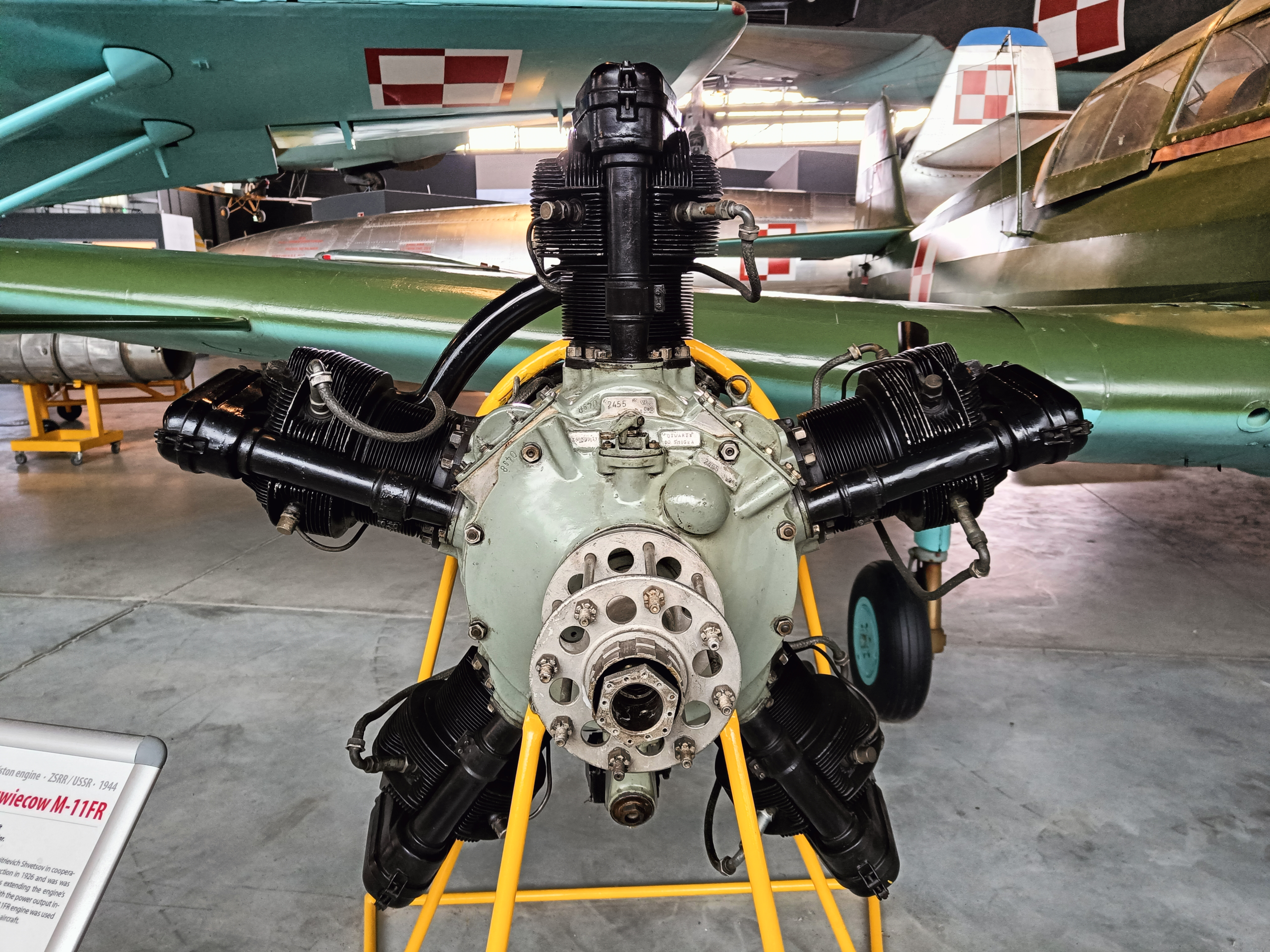
Silnik M-11F eksponowany w MLP w Krakowie

W maju 1942 roku biuro konstrukcyjne Aleksandra Jakowlewa rozpoczęło pracę nad małym samolotem transportowym. Tempo prac było szybkie, co zaowocowało gotowym prototypem, który oblatano w sierpniu 1942 roku. We wrześniu tego roku samolot został kompletnie ukończony. Samolot stworzono w dwóch wersjach: Jak-6 i Jak-6 NBB.
Pierwotnie samolot miano wyposażyć w silniki gwiazdowe M-12, jednakże z powodu wielkich braków w dostawach postanowiono użyć słabszych - M-11.
Samolot Jak-6 został zaprojektowany do zaopatrywania partyzantów, transportu rannych i przewozów kurierskich. Natomiast druga wersja została wyposażona w karabin maszynowy i 500 kg bomb. Do tego, podczas walk o Berlin, samolot otrzymał rakiety RS-82 mogące razić cele naziemne.
W sumie wyprodukowano ok. 1000 egzemplarzy, z czego większość stanowiły wersje transportowe.